# Contea di Salem
La contea di Salem, in inglese Salem County, è una contea del New Jersey sud-occidentale negli Stati Uniti. Il capoluogo è Salem. È la contea meno popolata del New Jersey.

## Geografia fisica
La contea confina a nord-est con la contea di Gloucester, a sud-est con la contea di Cumberland, a sud-ovest ha un confinte marittimo con la contea di Kent del Delaware oltre la baia del Delaware, a ovest il confine è segnato dall'estuario del fiume Delaware che la separa dalla contea di New Castle nello Stato del Delaware.
Il territorio è pianeggiante. L'area meridionale che si affaccia sull'estuario del Delaware è caratterizzata da ampie zone umide. I fiumi dell'area centro-occidentale sfociano nel Delaware. Al confine con la contea di Gloucester scorre l'Oldmans Creek. Nell'area centrale scorrono i fiumi Salem e Alloways. Al confine con la contea di Cumberland scorre il fiume Stow. All'estremo confine orientale scorre il fiume Maurice da nord a sud, verso la foce nella baia del Delaware.
Il capoluogo di contea è la cittadina di Salem, posta alla foce del fiume omonimo nel Delaware. Nel nord è situata la città industriale di Penns Grove che si affaccia sul Delaware. La contea è collegata al Delaware attraverso il Delaware Memorial Bridge.

## Storia
Nel 1675 i nativi Lenape vendettero la terra ai quaccheri inglesi.
Gli svedesi costruirono il forte di Helsingborg sulla riva orientale del fiume Salem nella prima metà del XVII secolo.
La contea fu istituita nel 1694 e deve il suo nome all'omonima città capoluogo. A quel tempo comprendeva anche il territorio della contea di Cumberland che ne venne separato nel 1748.
Nel 1739 Caspar Wistar fondò nei pressi di Alloway la prima importante vetreria delle colonie americane.

## Comuni

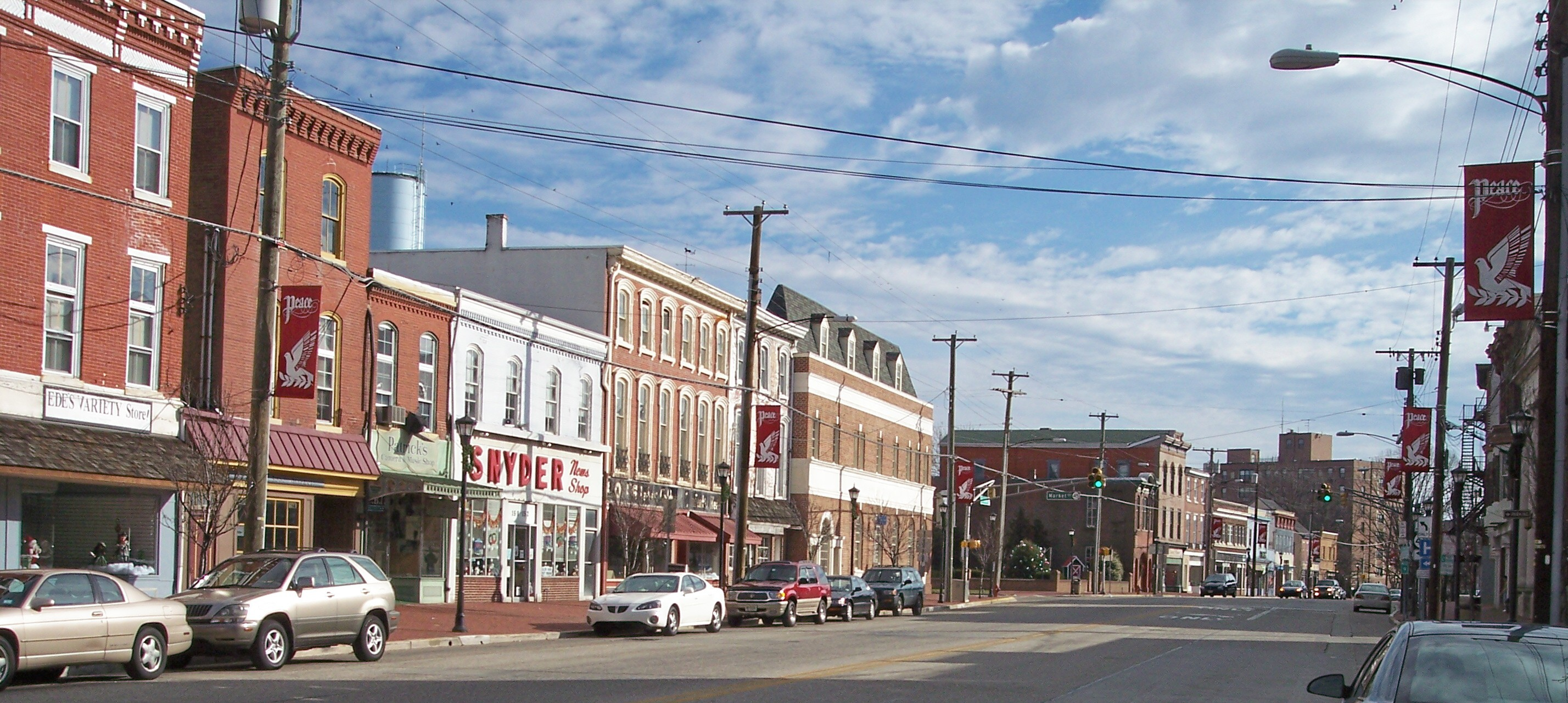
Il centro di Salem

| - Alloway - township - Carneys Point - township - Elmer - borough - Elsinboro - township - Lower Alloways Creek - township - Mannington - township - Oldmans - township - Penns Grove - borough | - Pennsville - township - Pilesgrove - township - Pittsgrove - township - Quinton - township - Salem - city - Upper Pittsgrove - township - Woodstown - borough |